# Клейтон (Миссури)
Клейтон (англ.  Clayton ) — город и административный центр округа Сент-Луис в штате Миссури США.

## Описание
Пригород Сент-Луиса в восточном Миссури. Основанный в 1876 году, он был назван в честь Ральфа Клейтона, фермера из Вирджинии, который поселился в этом районе в 1830-х годах и пожертвовал землю для создания окружного центра после того, как город Сент-Луис решил отделиться от округа. Другой коренной житель Вирджинии, Мартин Хэнли, прибыл в тот же период и также пожертвовал землю городу. Новое здание окружного суда, ранее располагавшееся в черте города Сент-Луис, было построено на пожертвованной собственности Клейтона и Хэнли.

## Население
| 2010   | 2020    |
| ------ | ------- |
| 15 939 | ↗17 355 |